# Ейтенз (Вермонт)
Ейтенз (англ. Athens) — місто (англ. town) в США, в окрузі Віндем штату Вермонт. Населення — 380 осіб (2020).

## Демографія
Згідно з переписом 2010 року, у місті мешкали 442 особи в 181 домогосподарстві у складі 113 родин. Було 231 помешкання
Расовий склад населення:
| - 95,5 % — білих - 0,9 % — азіатів - 0,7 % — чорних або афроамериканців - 0,5 % — корінних американців |

До двох чи більше рас належало 2,3 %. Частка іспаномовних становила 1,1 % від усіх жителів.
За віковим діапазоном населення розподілялося таким чином: 22,4 % — особи молодші 18 років, 64,7 % — особи у віці 18—64 років, 12,9 % — особи у віці 65 років та старші. Медіана віку мешканця становила 40,0 року. На 100 осіб жіночої статі у місті припадало 113,5 чоловіків;  на 100 жінок у віці від 18 років та старших — 107,9 чоловіків також старших 18 років.
Середній дохід на одне домашнє господарство  становив 52 117 доларів США (медіана — 41 406), а середній дохід на одну сім'ю — 60 605 доларів (медіана — 50 000). Медіана доходів становила 41 250 доларів для чоловіків та 27 273 долари для жінок. За межею бідності перебувало 19,2 % осіб, у тому числі 40,0 % дітей у віці до 18 років та 14,7 % осіб у віці 65 років та старших.
Цивільне працевлаштоване населення становило 160 осіб. Основні галузі зайнятості: виробництво — 19,4 %, освіта, охорона здоров'я та соціальна допомога — 19,4 %, науковці, спеціалісти, менеджери — 11,3 %, мистецтво, розваги та відпочинок — 10,0 %.